# Themba Makhanya
Themba Makhanya (* 25. August 1970; † 4. November 2015) war ein eswatinischer Leichtathlet, der auf den Mittelstreckenlauf spezialisiert war.
Er trat bei den Olympischen Sommerspielen 1996 in Atlanta an. Im 800-Meter-Lauf schied er in den Vorläufen aus. Später war er zu seinem Tod am 4. November 2015 als Trainer und war Präsident bei der Swaziland Athletics Federation tätig. Kurz zuvor war er stellvertretender Schulleiter der Mafucula Primary School geworden.